# Берберин
Берберин (ранее также ямаицин и ксантопикрит) — алкалоид из группы изохинолиновых алкалоидов растительного происхождения, встречается в различных частях многих растений, принадлежащих к самым разнообразным семействам, поэтому с этой точки зрения его можно считать одним из самых распространенных в растительном царстве. Кроме барбариса (Bebreris vulgaris), он найден в корнях коломба (Radix Colombo), принадлежащем растению Cocculus palmatus Dec., в коре Geoffroya inermis и Xanthoxylum clava Herculis (откуда его прежние названия ямаицин и ксантопикрит) и т. д. В настоящее время его получают из корней культивируемого лекарственного растения Coptis chinensis.
Поскольку бебрерин обладает множеством ценных фармакологических свойств, ученые ищут пути его применения для лечения и предупреждения различных заболеваний, включая рак, болезни сердца и сахарный диабет.

## Химические свойства
Берберин представляет собой желтые иглы, имеющие горький вкус и содержащие кристаллизационную воду (5½Н2О), из которых три выделяются при температуре 100°; оптически он неактивен, безводный плавится при 120°; легко растворим в горячей воде и спирте, мало — в эфире и хлороформе. Соли берберина кристалличны; большая часть их имеет золотисто-желтый цвет; в воде они легче растворимы, нежели в слабых кислотах; для берберина известна соль С20H17NO4·HI·I2, осаждающаяся при смешении хлористоводородного берберина с раствором иода в иодистом калии и представляющая длинные, тонкие, бурые иглы с алмазным блеском.

## Способы получения
Удобнее всего берберин получается следующим образом: корень растения Hydrastis canadensis кипятят с водой, экстракт выпаривают и обрабатывают крепким алкоголем; полученный раствор смешивают с ¼ объёма воды, отгоняют большую часть алкоголя, и горячий остаток подкисляют слабой серной кислотой; выкристаллизовавшийся сернокислый берберин затем разлагают свежеосажденною окисью свинца.

## Применение
Берберин использовался в Китае в качестве медицинского средства с глубокой древности. Он упоминался в Шэнь-нун еще в 3000 г. до н.э.. 
Гидрохлорид берберина, включен в Фармакопею Китайской Народной Республики в качестве перорального антибактериального средства и является распространенным лекарством, отпускаемым без рецепта, при желудочно-кишечной инфекции.

## Экспериментальные данные
Берберин обладает геропротекторными свойствами, он может защищать организм от сердечно-сосудистых болезней, диабета и возрастной потери способности к обучению.  В частности, берберин может ингибировать накопление холестерина в создающих атеросклеротические бляшки пенистых клетках  путем подавления активности комплекса AP-1 и активации пути Nrf2 / HO-1 и таким образом противодействовать развитию атеросклероза   Он продлил продолжительность жизни самок мух Drosophila melanogaster среднюю (на 27%), и максимальную (на 78%). Кроме того он  увеличил продолжительность жизни естественно состарившихся мышей на ~ 16,49%.
В ряде исследований показано, что берберин также может проявлять некоторое противораковое действие при лейкемии, меланоме, глиобластоме, гепатоцеллюлярной карциноме, раке толстой кишки и множественной миеломе. Поэтому может служить в качестве одного из средств профилактики онкогенеза. Галангин является мощным ингибитором клеток карциномы пищевода в сочетании с берберином.
Сочетание берберина с пентоксифиллином обладает способностью защищать почки от повреждения, а сочетание берберина с iSN04  (ДНК-аптамером из 18 оснований, полученным из теломерной части генома Lactobacillus rhamnosus) восстанавливает дифференцировку миобластов скелетных мышц и поэтому может стать лекарством от митохондриальных миопатий.

## Аналоги и метаболиты берберина
Берберин может быть окислен кишечной микробиотой до 8-оксиберберина, а именно оксиберберина, который, как оказалось, менее токсичен по сравнению с берберином и проявляет лучшую противовоспалительную, противогрибковую и антиаритмическую активность по сравнению с берберином, а также обладает превосходящим противодиабетическим действием по сравнению с берберином.
Аналог берберина, называемый коптизином, известен своим горьким вкусом. Они оба являются изохинолиновыми алкалоидами и проявляют во многом сходные свойства. В частности, коптизин, так же как и берберин, способен ингибировать экспрессию протеинкиназы (ROCK).